# Corporación Pública Empresarial de Navarra
La Corporación Pública Empresarial de Navarra, S.L.U. (De forma acrónima CPEN) es la empresa pública matriz de las empresas públicas creada por el Gobierno de Navarra en el año 2009. 
Engloba actualmente a todas empresas públicas forales bajo la marca Sociedades Públicas de Navarra (SPN) y está adscrita al departamento de Economía y Hacienda, órgano competente en patrimonio en la comunidad foral.

## Sede
La Corporación Pública Empresarial de Navarra tiene su sede principal en el Paseo Sarasate 38, 2º Derecha de Pamplona.

## Historia
La Corporación Pública Empresarial de Navarra nace por la promulgación de la Ley Foral 8/2009, de 18 de junio, de creación de la sociedad. Corporación Pública Empresarial de Navarra, S.L.U. El 4 de noviembre de 2009 queda constituida de forma activa con la misión de ser el instrumento unitario de ordenación y racionalización de una parte sustancial del patrimonio de Comunidad Foral de Navarra, como son las sociedades públicas fundamentalmente.
Con fecha 18 de enero de 2010 el Gobierno de Navarra aprueba el traspaso a la Corporación Pública Empresarial de Navarra de todas sus participaciones en las empresas de las que hasta entonces era titular, pasando esta a erigirse en la sociedad matriz de un importante sector público empresarial. Desde entonces, fruto de la búsqueda de la optimización, eficacia y eficiencia, se ha pasado de un total de 39 sociedades públicas, incluyendo la propia Corporación Pública Empresarial de Navarra, a las 16 actuales.

## Participación de CPEN[9]
La Corporación Pública Empresarial de Navarra engloba actualmente a todas empresas públicas forales bajo la marca Sociedades Públicas de Navarra (SPN). Las sociedades públicas en las que participa son aquellas en las que la participación del Gobierno de Navarra, de forma directa o indirecta, sea superior al 50%, y que actualmente son 16 sociedades. Además, la Corporación Pública Empresarial de Navarra participa minoritariamente, de modo directo o indirecto, en más de 70 empresas navarras, empresas que no tienen una consideración de sociedad pública.

### Sociedades públicas de CPEN

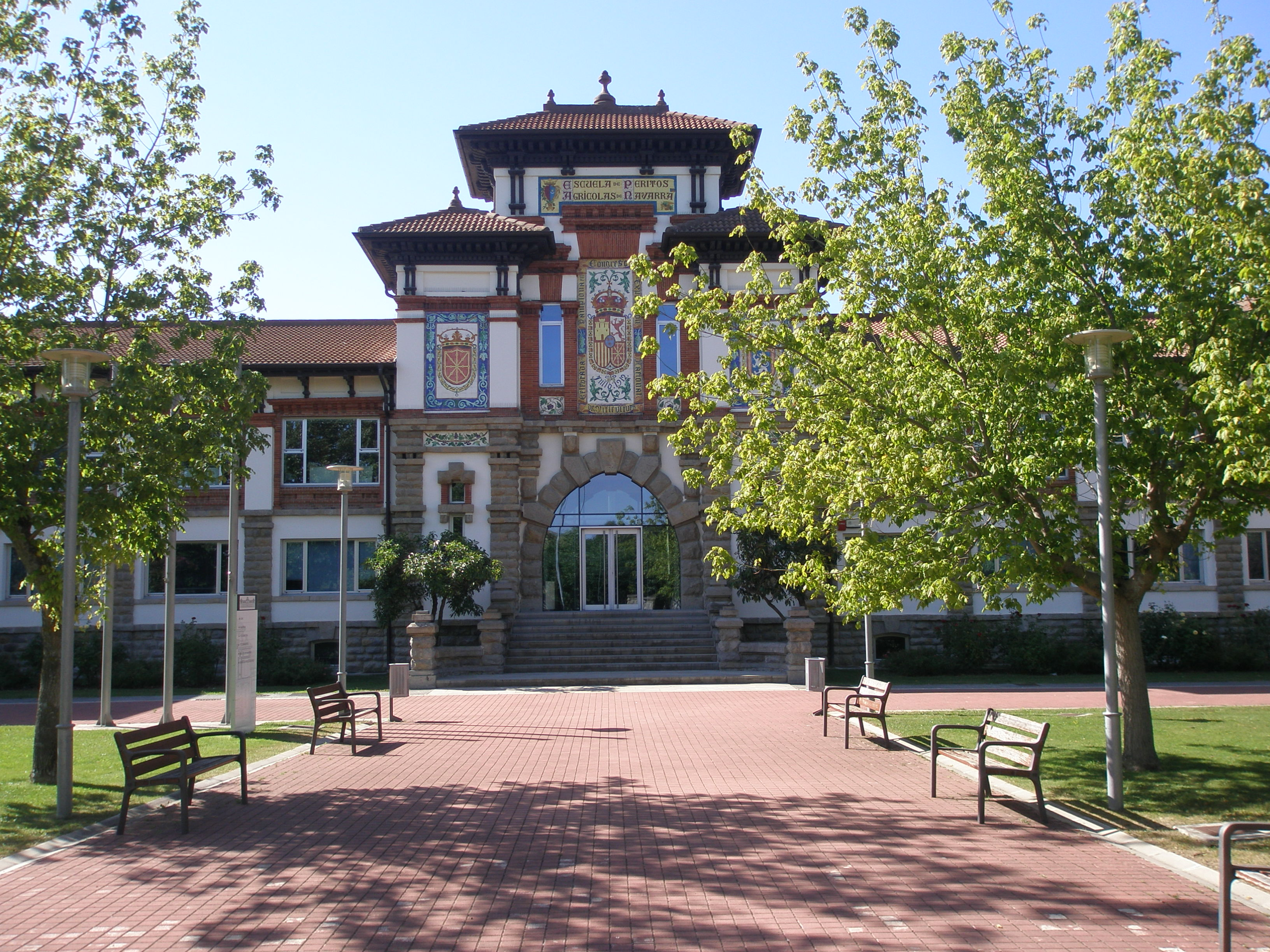
Imagen de la sede de INTIA S.A., entidad que surgió de la unión de las extintas Riegos del Canal de Navarra S.A., Riegos de Navarra S.A., Instituto de Calidad Agroalimentaria S.A. (ICAN), Instituto Técnico y de Gestión Ganadera S.A. (ITGg) e Instituto Técnico y de Gestión Agrícola S.A. (ITGa).

Las sociedades públicas que forma parte de la Corporación Pública Empresarial de Navarra son:
- Ciudad Agroalimentaria de Tudela, S.L. (CAT).
- Centro Europeo de Empresas e Innovación de Navarra, S.L. (CEIN).
- Centro Navarro de Autoaprendizaje de Idiomas, S.A. (CNAI).
- Gestión Ambiental de Navarra, S.A. (GAN).
- Instituto Navarro de Tecnologías e Infraestructuras Agroalimentarias, S.A. (INTIA).
- Navarra de Servicios y Tecnologías, S.A. (Nasertic).
- Navarra de Suelo y Vivienda, S.A. (Nasuvinsa).
- Navarra de Infraestructuras de Cultura, Deporte y Ocio, S.L. (Nicdo)
- Navarra de Infraestructuras Locales, S.A. (NILSA).
- Potasas de Subiza, S.A. (POSUSA).
- Salinas de Navarra, S.A..
- Sociedad de Desarrollo de Navarra, S.L. (Sodena)
- Start Up Capital Navarra S.L..
- Tracasa Instrumental S.L. (iTracasa).
- Trabajos Catastrales, S.A. (Tracasa).

### Otras empresas participadas por CPEN
Entre las diversas otras empresas que están participadas por CPEN, destacan principalmente las siguientes:
- Autopistas de Navarra, S.A. (AUDENASA).
- Canal de Navarra, S.A. (CANASA).[13][14][15]
- Organización de la Patata en el Pirineo Occidental, S.A. (OPPOSA).[16]
- Sociedad de Garantía Recíproca de Navarra (Sonagar).[17]
- Mercados Centrales de Abastecimiento de Pamplona, S.A. (Mercairuña).

### Empresas extinguidas de CPEN
La Corporación Pública Empresarial de Navarra también contaba con participación en otras sociedades públicas y empresas, que actualmente están extinguidas mayoritariamente por haber sido integradas en otras de las sociedad públicas vigentes en la actualidad:
| - Agencia Navarra de Innovación y Tecnología, S.A. (ANAIN). - Agencia Navarra del Transporte y la Logística, S.A. - Baluarte Palacio de Congresos y Auditorio de Navarra, S.L. (BALUARTE). - Ciudad del Transporte de Pamplona, S.A. (CTPSA). - Echauri Forestal, S.L. - Gestión Ambiental Viveros y Repoblaciones, S.A. - Gestión de Deudas, S.A. (GEDESA). - Instituto de Calidad Agroalimentaria de Navarra, S.A. (ICAN) - Instituto Técnico y de Gestión Agrícola, S.A. (ITG Agrícola). - Instituto Técnico y de Gestión Ganadero, S.A. (ITG Ganadero). - Navarra de Financiación y Control, S.A. (NAFINCO) - Navarra de Gestión para la Administración, S.A. (NGA). - Navarra de Medioambiente Industrial, S.A. (NAMAINSA). - Navarra de Servicios, S.A. (NASERSA). - Navarra de Suelo Industrial, S.A. (NASUINSA). | - Navarra de Suelo Residencial, S.A. (NASURSA) - Navarra de Verificaciones Legales, S.A. (NAVELSA). - Natural Climate Systems, S.A. (MIYABI) - Obras Públicas y Telecomunicaciones de Navarra, S.A. (OPNATEL). - Planetario de Pamplona, S.A. - Producciones Informáticas de Navarra, S.L. - Riegos de Navarra, S.A. - Riegos del Canal de Navarra, S.A. - Sal Doméstica, S.A. (SALDOSA). - Salinas de Navarra, S.L.U. - Sociedad de Promoción de Inversiones e Infraestructuras de Navarra, S.A. (SPRIN). - Territorio Roncalia, S.L. - Tuckland Footwear, S.L. - Viviendas de Navarra, S.A. (VINSA). |

## Misión
La Corporación Pública Empresarial de Navarra está comprometida en utilizar los recursos públicos de una manera eficaz y eficiente, además de conseguir un sector público empresarial equilibrado y sostenible que sirva de elemento de transmisión de valores, que fomente el desarrollo económico de la Comunidad Foral y facilite la ejecución de las políticas de los diferentes departamentos del Gobierno de Navarra.

## Plantilla
La Corporación Pública Empresarial de Navarra cuenta con más de 1.300 profesionales, prácticamente su totalidad de forma indirecta, de los cuales casi la mitad de plantilla son mujeres. De forma directa y propia a la entidad de la Corporación Pública Empresarial de Navarra, tiene en plantilla actualmente un total de 11 profesionales.

## Funciones
La Corporación Pública Empresarial de Navarra tiene como funciones la coordinación del funcionamiento y actividades de las sociedades públicas, atendiendo a criterios de eficiencia, eficacia y creación de valor, así como el diseño de directrices y seguimiento para su aplicación en las áreas cubiertas por la dicha entidad pública.
Dependiendo del departamento, tienen diferentes funciones establecidas, las cuales son las siguientes:
- Coordinador: Coordinación y representación de la Corporación Pública Empresarial de Navarra
- Secretaría: Asistencia a coordinador y departamentos.
- Departamento de compras, inversiones y contrataciones: Asesoramiento y asistencia técnica en materia de compras, inversiones y contrataciones.
- Departamento de comunicación: Asesoramiento y asistencia técnica en materia de comunicación.
- Departamento financiero y de control: Asesoramiento y asistencia técnica en materia económica y financiera.
- Departamento jurídico: Asesoramiento y asistencia técnica en materia jurídica.
- Departamento de recursos humanos: Asesoramiento y asistencia técnica en materia de recursos humanos.

## Consejo de Administración
La gestión y administración de la Corporación Pública Empresarial de Navarra corresponde a un Consejo de Administración, cuyos miembros son designados de conformidad con lo previsto en la normativa aplicable en materia de patrimonio. La composición de dicho consejo se materializa, según así está establecido, con la presencia proporcional entre hombres y mujeres, de tal forma que en ninguno de los casos el porcentaje exceda del 60%.
Las personas que forman parte del Consejo de Administración son nombrados por el socio único de la Corporación Pública Empresarial de Navarra según la siguiente distribución:
- Un tercio a propuesta del Gobierno de Navarra.
- Un tercio a propuesta del Parlamento de Navarra.
- Un tercio entre profesionales independientes de reconocido prestigio.

La presidencia del consejo la ostenta la Presidenta o el presidente de la Comunidad Foral de Navarra; actualmente María Chivite, que será miembro nato del Consejo dentro del tercio de los propuestos por el Gobierno de Navarra. Igualmente formará parte como miembro nato, dentro del tercio de los propuestos por el Gobierno de Navarra, la Consejera o el Consejero del Departamento competente en materia de patrimonio.

## Transparencia
En cumplimiento con la Ley Foral 5/2018, de 17 de mayo de Transparencia, Acceso a la Información Pública y Buen Gobierno y de la normativa que la desarrolla, la Corporación Pública Empresarial de Navarra dispone de comunicación y pone a disposición la información correspondiente a la entidad.